# 窪田般彌
窪田 般彌（くぼた はんや、1926年1月6日 - 2003年1月22日）は、日本のフランス文学者・詩人・翻訳家。早稲田大学名誉教授。

## 略歴
早稲田大学フランス文学科卒。早稲田大学教授を務めた。
カサノヴァの「回顧録」、伝記ほか、アポリネール、象徴主義詩などの訳書多数。
またフランス文学、フランス史他、近代日本の象徴詩人関連についても著作多数。同じくフランス文学者の窪田啓作は兄。

## 著書
- 『詩集 影の猟人』（緑地社） 1958
- 『日本の象徴詩人』（紀伊國屋新書） 1963、紀伊國屋書店 1979、新装版1994
- 『詩篇二十九 1956 - 1964』（思潮社） 1965
- 『孤独な色事師 - ジャコモ・カザノヴァ』（薔薇十字社） 1972
- 『幻想の海辺』（河出書房新社） 1972
- 『観る耳・聴く眼』（昭森社） 1975
- 『窪田般彌詩集』（思潮社・現代詩文庫） 1975
- 『ミラボー橋の下をセーヌが流れ - フランス詩への招待』（白水社） 1975
- 『詩人泡鳴 近代文学逍遙』（コーベブックス、南柯叢書） 1976
- 『詩と象徴 日本の近代詩人たち』（白水社、白水叢書） 1977
- 『ロココと世紀末』（青土社） 1978
- 『詩集 圓環話法』（思潮社） 1979
- 『フランス文学夜話』（青土社） 1981
- 『随筆集 夜の牡蠣』（小沢書店） 1983
- 『カザノヴァ - ロココの世紀』（河出書房新社） 1983、ちくま文庫 1993
- 『詩集 西方の短歌』（思潮社） 1984
- 『物語マリー・アントワネット』（白水社） 1985、白水Uブックス 1991
- 『ギボシと紫陽花 随筆集』（六興出版） 1986
- 『ヴェルサイユの苑 ルイ十五世をめぐる女たち』（白水社） 1988
- 『皇妃ウージェニー 第二帝政の栄光と没落』（白水社） 1991、白水Uブックス 2005
- 『幻影のフランス ロココから二十世紀へ』（小沢書店） 1993
- 『女装の剣士 シュヴァリエ・デオンの生涯』（白水社） 1995
- 『一切合財みな煙』（河出書房新社） 2002
- 『詩集 老梅に寄せて』（書肆山田） 2002

## 翻訳
- 『グレアム・グリーン』（ヴィクトル・ド・パンジュ、窪田啓作共訳、河出新書） 1956
- 『モンパルナスの灯』（M・G・ミシェル、山崎剛太郎共訳、角川書店） 1958
- 『ルネ・シャール詩集』（ルネ・シャール、ユリイカ） 1958
- 『肉体の悪魔』（ラディゲ、東西五月社、フランス文学全集） 1960、潮文庫 1973
- 『楽しみと日々』（マルセル・プルースト、角川文庫） 1961、薔薇十字社 1972、出帆社 1975、福武文庫 1986
  - 『画家と音楽家たちの肖像』（プルースト、コーベブックス、南柯叢書） 1974。抜粋版
- 『幻想の美学』（ルイ・ヴァックス、白水社、文庫クセジュ） 1961
- 『にんじん』（ジュール・ルナール、角川文庫） 1962、改版1992
- 『愛、愛よりも豊かなるもの』（ジャック・シャルドンヌ、平凡社、世界教養全集） 1963
- 『フランス現代詩19人集』（思潮社） 1965、新版1969
- 『ゴーガンの生涯』（アンリ・ペリュショ、紀伊國屋書店） 1965
- 『白き処女地』（ルイ・エモン、偕成社、ジュニア版世界文学名作選） 1966
- 『友情論』（アベル・ボナール、社会思想社、現代教養文庫） 1966
- 『生きている過去』（アンリ・ド・レニエ、桃源社、世界異端の文学） 1966、岩波文庫 1989
- 『カザノヴァ回想録』全6巻（古沢岩美挿画、河出書房新社） 1968 - 69
  - 『カザノヴァ回想録』全12巻（河出書房新社） 1973、改訳（河出文庫） 1995 - 96
  - 『カザノヴァ回想録 - 青春の女たち』（河出書房新社） 1978、河出文庫 1980。抜粋版
- 『地底旅行』（ジュール・ヴェルヌ、創元推理文庫） 1968、改版1992
- 『ラ・フォンテーヌ寓話』（ラ・フォンテーヌ、社会思想社） 1969、現代教養文庫 1987、沖積舎 2006
- 『象徴主義 - マラルメからシュールレアリスムまで』（アルベール＝マリ・シュミット、清水茂共訳、白水社、文庫クセジュ） 1969
- 『オクス博士の幻想』（ジュール・ヴェルヌ、創元推理文庫） 1970
- 『ユビュ王』（アルフレッド・ジャリ、白水社、現代世界演劇） 1970
- 『ヴェルレーヌの詩』（ポール・ヴェルレーヌ、社会思想社、現代教養文庫）1970
- 『フランス詩法』（ピエール・ギロー、白水社、文庫クセジュ） 1971
- 『危険な関係』上・下（ラクロ、新庄嘉章共訳、新潮文庫） 1972、新版1988
- 『ボードレール』（クレマン・ボルガル、青土社） 1973
- 『劇画の歴史』（ジェラール・ブランシャール、河出書房新社） 1974
- 『フランス現代詩 26人集』（思潮社） 1976、改訂版『フランス現代詩 29人集』（思潮社） 1984
- 『自由か愛か!』（ロベール・デスノス、白水社） 1976
- 『ヴェネチア風物誌』（アンリ・ド・レニエ、出帆社） 1976、沖積舎 2005
- 『三つの顔』（カトリーヌ・アルレー、創元推理文庫） 1980
- 『野性の女よ、さようなら』（アンリ・クーロンジュ、安藤俊次共訳、読売新聞社） 1983
- 『死都ブリュージュ』（ローデンバック、岩波文庫） 1988
- 『ドン・キホーテ物語』（セルバンテス、G・ドレ挿画、社会思想社、現代教養文庫） 1990、沖積舎 2007
- 『死の辞典』（ロベール・サバチエ、堀田郷弘共訳、読売新聞社） 1991
- 『やさしいパリ』（パトリック・モディアノ、リブロポート） 1991
- 『象徴派世代』（ピエール＝ルイ・マチユ、リブロポート） 1995
- 『ファロスの神話』（アラン・ダニエルー、小林正巳共訳、青土社） 1996

### アポリネール
- 『ヒルデスハイムの薔薇』（アポリネール、角川文庫） 1961
- 『異端教祖株式会社』（アポリネール、晶文社） 1972、白水Uブックス 1989
- 『虐殺された詩人』（アポリネール、白水社） 1975
- 『腐ってゆく魔術師』（アポリネール、青銅社） 1978
- 『アポリネール詩集』（アポリネール、ほるぷ出版） 1982
- 『若きドン・ジュアンの手柄ばなし』（アポリネール、「全集3」青土社） 1979、河出文庫 1997
- 『アポリネール傑作短篇集』（アポリネール、福武文庫） 1987
- 『アポリネール動物詩集』（アポリネール、山本容子絵、評論社、児童図書館・絵本の部屋） 1991
- 『詩の朗読会 フランス編』（アポリネール他、河出文庫） 2003

## 編著・編訳
- 『世界詩論大系1 - 現代フランス詩論大系』（思潮社） 1964、新版1970
- 『フランス幻想文学傑作選』全3巻（滝田文彦共編、白水社） 1982、白水Uブックス（全1巻） 1985
- 『ドレ - 「聖書」画集』（岩崎美術社、双書美術の泉） 1987
- 『＜さようなら＞の事典』（中村邦生共編、大修館書店） 1989
- 『フランス詩大系』（責任編集、青土社） 1989、新版2007
- 『世界の詩論 アリストテレスからボヌフォアまで』（新倉俊一共編、青土社） 1994